# Vernio
Vernio ist eine italienische Gemeinde mit 6149 Einwohnern (Stand 31. Dezember 2023) in der Provinz Prato, in der Region Toskana.

## Geografie
Die Gemeindefläche beträgt 63,3 km² und liegt auf einer Höhe von 257 m s.l.m.. Im nördlichen Gemeindegebiet westlich des Ortsteils Montepiano entspringt der Fluss Setta. Der Fluss Bisenzio verbringt 6 km im Gemeindegebiet.
Vernio grenzt an die Gemeinden Barberino di Mugello (FI), Camugnano (BO), Cantagallo und Castiglione dei Pepoli (BO).

## Geschichte
Die Stadt liegt in der Nähe eines Flusses, an dem ein römisches Winterlager errichtet worden ist (castra Hiberna, daher der Name Vernio). Aus dieser Zeit stammte eine römische Brücke im heutigen Stadtteil Mercatale-San Quirico, die im Zweiten Weltkrieg zerstört wurde. Im 12. Jahrhundert wurde das Lehen an die lombardische Adelsfamilie Cadolingi erteilt. Im Jahr 1164 gab Kaiser Friedrich Barbarossa die Stadt an Graf Alberto Bardi und damit an die florentinische Bankiersfamilie Bardi. Nach dem Wiener Kongress gehörte die Stadt zum Großherzogtum Toskana.

## Gemeindepartnerschaften
- Senones in Lothringen, Frankreich
- Jettingen in Baden-Württemberg, Deutschland
- Marchin in Wallonien, Belgien

## Persönlichkeiten

### Söhne und Töchter der Gemeinde
- Girolamo Bardi (1777–1829), Natur- und Geisteswissenschaftler und Pädagoge
- Antonio Maria Pucci (1819–1892), Mönch und Priester; wird als Heiliger verehrt
- Giovanni Benelli (1921–1982), Kardinal und Erzbischof von Florenz

### Persönlichkeiten, die mit Vernio verbunden sind
- Ulrich Tukur (* 1957), deutscher Schauspieler, lebt teilweise im Dorf Montepiano, einem Ortsteil von Vernio